# 교량점검차
교량점검차란 교량의 안전을 위해 필요한 장비를 갖춘 특장차를 의미한다. 주로 8~25톤의 화물차를 특장하며 가끔 5톤 중형 화물차를 특장할 때도 있다.

## 특징과 중요성
교량점검차는 교량의 안전을 점검하기 위한 특수장비를 갖추고 있으며 교량의 안전을 위한 장비론 굴절식 크레인이 탑재가 되어있고 1명의 교량점검원이 탈 수가 있는 바스켓이 장착되어 있다. 그래서 교량의 위에 아웃트리거로 고정을 한 뒤 교량의 아래 상판과 교각을 굴절식 크레인을 통해 점검을 한다. 차량은 대부분 영업용 번호판을 장착하고 있으며 교량의 주기적인 점검은 주로 밤에 하지만 낮에 하는 경우들도 있다. 이 때는 뒷차들의 안전을 책임질 보조 교통안전차량과 보조안내원을 같이 배치한다. 교량점검차가 중요한 이유에는 1994년 10월 21일에 일어났던 성수대교 붕괴 사고와 같은 사고를 막기 위해서이다. 즉 교량이 또 한번 무너져서 끔찍한 대형참사가 다시 재발하는 것을 방지하여 막기 위해선 매우 중요한 안전수칙이 바로 주기적인 교량점검이기 때문이다. 저번 성수대교 붕괴사고와 같이 이렇게 교량이 무너져서 다시 이런 참사가 되풀이되지 않기 위해선 교량안전을 주기적으로 점검하는 것은 필수이며 이런 교량안전점검을 하는 데에 있어 필수 장비가 되는 교량점검차도 매우 중요한 차종이 되는 것이다.

## 같이 보기
- 특장차
- 상용차
- 교량
- 성수대교 붕괴 사고
- 안전